# Bergsvisent

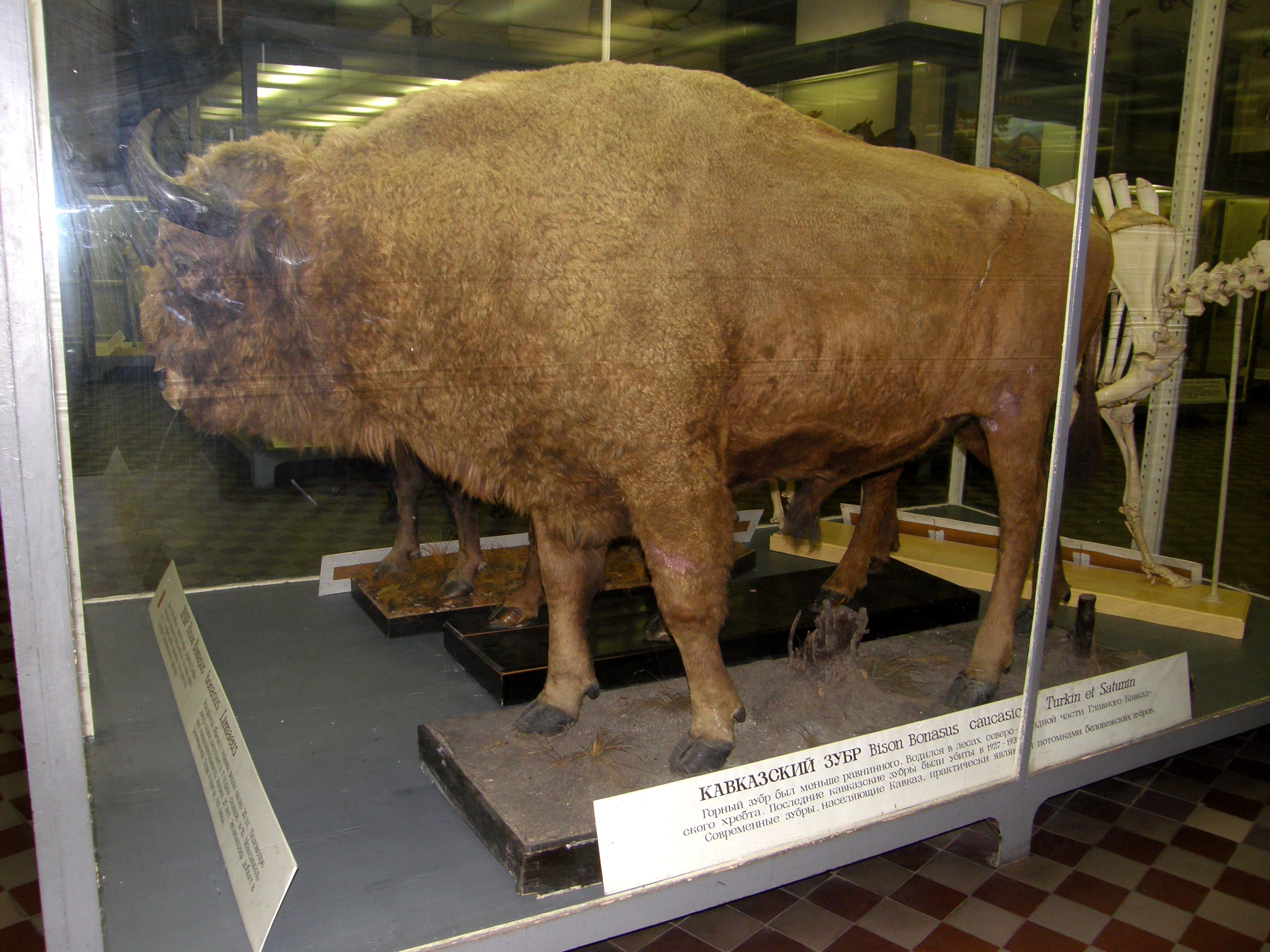
Uppstoppad bergsvisent på museet på Rysslands Vetenskapsakademis Zoologiska Institut i Sankt Petersburg

Bergsvisent eller kaukasisk visent (Bison bonasus caucasicus) var en, sedan 1927 utdöd, underart till visenten (Bison bonasus), vilken hade sitt utbredningsområde i Kaukasus.
Bergsvisenten skiljde sig från låglandsunderarten (Bison bonasus bonasus) så att den är mindre, slankare, har en plattare framsida på skallen, kortare och lockigare päls och en borstigare svans. Den kaukasiska visentens skägg var kortare än 25 centimeter.
Bergsvisenten var byte för kaspisk tiger och asiatiskt lejon fram till 900-talet i Kaukasus, och också för rovdjur som vargar och björnar.

## Minskning och utrotning
På 1600-talet var den kaukasiska visenten fortfarande utbredd över ett stort område i västra Kaukasus. Efter hand blev människornas bosättningar i bergen mer talrika och vid slutet av 1800-talet hade bergsvisentens område minskat till en tiondedel av det ursprungliga. På 1860-talet fanns fortfarande omkring 2.000 djur, men 1917 hade antalet minskat till 500-600 och 1921 till 50. Tjuvskyttet fortsatte, och slutligen dödades de sista tre kaukasiska visenterna 1927.

## Avelslinjen Låglands-Kaukasuslinjen
Tjuren Kaukasus är den enda tjur av underarten kaukasisk visent, som är känd att ha levt i fångenskap. Där korsades han med Bison bonasus bonasus. På så sätt blev han stamfader till den nuvarande Låglands-Kaukasuslinjen i Visentstamboken (European Bison Pedigree Book) och en av de tolv stamfäderna till samtliga nu levande visenter.

## Återinförande av visenter i Kaukasus
År 1940 återinfördes en flock av hybridvisenter, som var resultatet av korsningar mellan visenter och bison, i Kaukasus naturreservat och senare 1959 i Naltjiks viltreservat vid Naltjik i  den ryska delrepubliken Kabardinien-Balkarien. Senare har ett antal renblodiga visenter av Låglandslinjen frisläppts där för att bilda en blandad hjord med hybriddjuren. Förslag har framförts av ryska biologer att beteckna dessa djur som underarten Bison bonasus montanus ("bergsvisent"), vilket inte accepterats av andra delar av visentavelesgemenskapen.